# Yūji Ide
Yūji Ide (井出 有治?, Ide Yūji; Saitama, 21 gennaio 1975) è un ex pilota automobilistico giapponese.

## Carriera
Dopo aver gareggiato per diverse stagioni nella Formula 3 giapponese, nel Super GT e nella Formula Nippon, nella quale ha ottenuto il secondo posto nel 2005, per il campionato 2006 è stato ingaggiato per correre in Formula 1 dalla scuderia appena formata da Aguri Suzuki, la Super Aguri, insieme al connazionale Takuma Satō.
Dopo aver iniziato la stagione con due ritiri nelle prime due gare, è arrivato per la prima volta al traguardo in Australia, dove si è classificato al 13º e ultimo posto; alla quarta corsa stagionale, a Imola, nel corso del primo giro si è reso protagonista di un incidente nel quale ha causato il cappottamento della Midland di Christijan Albers, ricevendo per questo una reprimenda dai commissari.
A seguito di questo Gran Premio, riscontrate le difficoltà di adattamento del pilota alla Formula 1, anche dovute al breve tempo nel quale il progetto della Super Aguri era stato allestito e alla conseguente carenza di test pre-stagionali, su consiglio della FIA la scuderia lo ha sostituito per il Gran Premio d'Europa con Franck Montagny e successivamente la FIA stessa ha deciso di revocargli la superlicenza, impedendogli di prendere parte al resto degli eventi stagionali.
Terminata l'esperienza in Formula 1, ha proseguito la stagione facendo ritorno in patria per partecipare alle competizioni della Formula Nippon e del Super GT, serie nelle quali ha continuato a correre anche nelle annate successive.

## Risultati in Formula 1
| 2006 | Scuderia    | Vettura |     |     |    |     |  |  |  |  |  |  |  |  |  |  |  |  |  |  |  | Punti | Pos. |
| ---- | ----------- | ------- | --- | --- | -- | --- |  |  |  |  |  |  |  |  |  |  |  |  |  |  |  | ----- | ---- |
| 2006 | Super Aguri | SA05    | Rit | Rit | 13 | Rit |  |  |  |  |  |  |  |  |  |  |  |  |  |  |  | 0     | 25º  |

| Legenda | 1º posto     | 2º posto | 3º posto    | A punti         | Senza punti/Non class.  | Grassetto – Pole position Corsivo – Giro più veloce |
| Legenda | Squalificato | Ritirato | Non partito | Non qualificato | Solo prove/Terzo pilota | Grassetto – Pole position Corsivo – Giro più veloce |